# Club alpin de Colombie-Britannique
Le Club alpin de Colombie-Britannique (en anglais : British Columbia Mountaineering Club, BCMC) est un club d'alpinisme canadien fondé le 28 octobre 1907 sous le nom de Club alpin de Vancouver (Vancouver Mountaineering Club). Il est basé à Vancouver, en Colombie-Britannique.